# Rhyssemus evae
Rhyssemus evae är en skalbaggsart som beskrevs av S. Endrödi 1964. Rhyssemus evae ingår i släktet Rhyssemus och familjen Aphodiidae. Inga underarter finns listade i Catalogue of Life.